# Stichting Hobbyrock
De Stichting Hobbyrock is een stichting met als doel zich te uiten in zo veel mogelijk mediavormen. Deze uitingen kenmerken zich door een redelijke mate van de Do-It-Yourself mentaliteit.

## Ontstaan
De stichting is ontstaan in Groningen, rond 1990 om de cashflow die gegenereerd werd door het Combo Knus & Gezellig in goede banen te leiden.

## Uitingen
- Rock
- Poëzie
- Schilderkunst
- Toneelspel
- Speelfilms
- Jazz
- Nederlandstalig
- Bonte avond
- Dvd-box (voorlopig 'on hold')

## Hobbyrocker
De Hobbyrocker is een magazine voor de allround denker dat wordt uitgegeven door de stichting.
Sinds de eerste hobbyrocker is uitgegeven in 1991, zijn er zo'n 57 edities verschenen, met bijzonder onregelmatige tussenpozen. Dit magazine wordt gratis verspreid onder abonnees en willekeurige belangstellenden.
Hoogtepunten in deze reeks waren:
- De Kei-hobbyrocker (10 cent voordeliger)
- De Hobbyrockerin (vlammend protest tegen vrouwonvriendelijk gezelschap 'de hobbyrockers')
- De Hobbyrocker Almanak

Van de hobbyrocker zijn ook enkele digitale edities verschenen:
- HOBBYROCKER HI-TECH
- Striphobbyrocker

Deze webpagina's zijn volgens moderne webstandaarden volledig verouderd.
Het schijnt dat Groninger Stadsdichter (seizoen 2008-2009) Rense Sinkgraven gedebuteerd heeft in de Hobbyrocker. Ook de prozagedichten van Nyk de Vries vonden hun eerste publicatie op de achterpagina van de Hobbyrocker, als opvolger van de Mop van Bob.

## Labels
De Stichting Hobbyrock is de drijvende kracht achter twee onafhankelijk platenlabels die voornamelijk vinyl uitbrengen:
- World records '91
- Oetstar Rekkers

Op deze autarkische labels is werk uitgegeven van artiesten als Combo Knus & Gezellig, Green Hornet, The Firebirds, Meindert Talma, De Stipjes, The Sea Lions, en The Krontjong Devils.

## Super 8
De volgende films, allen gedraaid op het super 8 formaat, zijn mogelijk gemaakt door de stichting:
- Wir Clowns von Bahnhof Nord
- Tarzan, de man van de apen
- Mach mal pause
- Kalabo, Requiem
- Jack de Riepe
- Voetbal, Method and Acting
- Pitorescia (Ode aan Tarkovski)
- Bon Appetit
- Zwemmerwerf
- The Livingstones
- Nietzsche, the Movie

## Illegaliteit
Er gaan hardnekkige geruchten dat de stichting ook mild illegale activiteiten heeft ontplooid. De stichting zou nauwe banden hebben met de radiopiraat 'Radio de Nightrider'. Bij een benefietavond ter ondersteuning van dit radiostation, na een geslaagde raid van de Radio Controle Dienst, werden wel erg veel sympathisanten en geldschieters van de stichting gesignaleerd.

## Encyclopedie
Vanaf de jaren 2000 richt de stichting al haar energie op het borgen van haar encyclopedische kennis in een papieren encyclopedie. Het eerste deel met lemma's die beginnen met de letters A t/m C verscheen in 2016 bij uitgeverij Passage. Er wordt in een bijzonder kalm tempo gewerkt aan een volgend deel dat de rest van het alfabet zal beslaan.